# Municipio de Wolf Creek (Dakota del Sur)
El municipio de Wolf Creek (en inglés: Wolf Creek Township) es un municipio ubicado en el condado de Hutchinson en el estado estadounidense de Dakota del Sur. En el año 2010 tenía una población de 197 habitantes y una densidad poblacional de 2,14 personas por km².

## Geografía
El municipio de Wolf Creek se encuentra ubicado en las coordenadas 43°22′44″N 97°34′12″O / 43.37889, -97.57000. Según la Oficina del Censo de los Estados Unidos, el municipio tiene una superficie total de 92.2 km², de la cual 92,01 km² corresponden a tierra firme y (0,21 %) 0,19 km² es agua.

## Demografía
Según el censo de 2010, había 197 personas residiendo en el municipio de Wolf Creek. La densidad de población era de 2,14 hab./km². De los 197 habitantes, el municipio de Wolf Creek estaba compuesto por el 97,46 % blancos, el 0,51 % eran afroamericanos, el 0,51 % eran amerindios, el 1,02 % eran asiáticos, el 0,51 % eran de otras razas. Del total de la población el 2,03 % eran hispanos o latinos de cualquier raza.